# Постиндустриальное общество
Постиндустриа́льное о́бщество — концепция, описывающая общество, в экономике которого преобладает инновационный сектор с высокопроизводительной промышленностью, индустрией знаний, с высокой долей в ВВП высокотехнологичных и инновационных услуг, а также более высокой долей населения, занятого в сфере услуг, нежели в промышленном производстве.
В постиндустриальном обществе инновационная продукция потребляется всеми экономическими агентами, населением, постепенно наращивая качественные, инновационные изменения.
Научные разработки становятся главной движущей силой экономики. Повышаются требования к уровню человеческого капитала, который формирует образование, профессионализм, обучаемость и творческий подход работников.

## Сущность и концепция развития постиндустриального общества
Главные отличительные черты постиндустриального общества от индустриального — очень высокая производительность труда, высокое качество жизни, преобладающий сектор инновационной экономики с высокими технологиями и венчурным бизнесом. Высокая стоимость и производительность высококачественного человеческого капитала генерирует избыток инноваций и вызывает конкуренцию инноваций между собой.
Сущность постиндустриального общества заключается в росте качества жизни населения и развитии инновационной экономики, включая индустрию знаний.
Концепция развития постиндустриального общества сводится к приоритетности инвестиций в человеческий капитал, повышению его качества, включая качество жизни, к повышению качества и конкурентоспособности инновационной экономики.
Высокая производительность труда, эффективность инновационной системы, человеческого капитала и всей экономики, систем управления, высокая конкуренция во всех видах деятельности насыщают рынки промышленной продукцией, удовлетворяют спрос потребителей всех типов и видов, включая экономических агентов и население.
Насыщение рынков промышленной продукцией и товарами приводит к снижению темпа прироста общих объёмов промышленного производства и к снижению доли промышленности в ВВП по сравнению с долей сферы услуг. Само же по себе снижение доли промышленности в ВВП не является главным признаком постиндустриальной экономики. Например, в России доля услуг в 2010 году, по данным Росстата, составила 62,7 % ВВП, промышленности — 27,5 %, сельского хозяйства — 9,8 %, однако промышленность и экономика России остаются в значительной степени сырьевыми. В России насыщение внутренних рынков промышленными товарами и продукцией происходит не за счёт высокой производительности труда, а за счёт преобладания их импорта над экспортом. Аналогичная российской ситуация со сферой услуг на Украине. В 2011 году доля услуг в ВВП составила 56 %, но экономика не стала постиндустриальной от этого.
В связи с этим некоторые учёные считают, что решающим критерием возникновения постиндустриального общества является изменение структуры занятости, а именно достижение доли занятых в непроизводственной сфере 50 % и более от всего трудоспособного населения. При этом многие виды сектора услуг, такие, например, как розничная торговля, бытовое обслуживание и тому подобные, не считаются непроизводственными видами деятельности.
Относительное преобладание доли услуг над промышленным производством не означает снижение объёмов производства. Просто эти объёмы в постиндустриальном обществе увеличиваются медленнее из-за удовлетворения спроса на них, чем растут объёмы оказанных услуг. В то же время рост объёмов услуг связан напрямую с ростом качества жизни, с инновационным развитием сферы услуг и с опережающим предложением разнообразных инновационных услуг потребителям. Наглядным примером этого реального и бесконечного процесса могут служить Интернет и новые средства связи.
В теории возможности повышения качества жизни населения за счёт новых, инновационных услуг населению неисчерпаемы.

### Становление концепции постиндустриального общества
Термин «постиндустриализм» был введён в научный оборот в начале XX века учёным А. Кумарасвами, который специализировался на доиндустриальном развитии азиатских стран. В современном значении этот термин впервые был применён в конце 1950-х годов, а широкое признание концепция постиндустриального общества получила в результате работ профессора Гарвардского университета Дэниела Белла, в частности, после выхода в 1973 году его книги «Грядущее постиндустриальное общество».
Близкими к постиндустриальной теории являются концепции информационного общества, постэкономического общества, постмодерна, «третьей волны», «общества четвёртой формации», «научно-информационного этапа принципа производства». Некоторые футурологи считают, что постиндустриализм — это лишь пролог перехода к «постчеловеческой» фазе развития земной цивилизации.

### Развитие постиндустриального общества
В основе концепции постиндустриального общества лежит разделение всего общественного развития на три этапа:
- Аграрное (доиндустриальное) — определяющей являлась сельскохозяйственная сфера, главные структуры — церковь, армия;
- Индустриальное — определяющей являлась промышленность, главные структуры — корпорация, фирма;
- Постиндустриальное — определяющим являются теоретические знания, главная структура — университет, как место их производства и накопления.

Аналогично, Э. Тоффлер выделяет три «волны» в развитии общества:
- аграрная при переходе к земледелию;
- индустриальная во время промышленной революции;
- информационная при переходе к обществу, основанному на знании (постиндустриальному).

Д. Белл выделяет три технологических революции:
- изобретение паровой машины в XVIII веке;
- научно-технологические достижения в области электричества и химии в XIX веке;
- создание компьютеров в XX веке.

Белл утверждал, что, подобно тому, как в результате промышленной революции появилось конвейерное производство, повысившее производительность труда и подготовившее общество массового потребления, так и теперь должно возникнуть поточное производство информации, обеспечивающее соответствующее социальное развитие по всем направлениям.
Постиндустриальная теория во многом была подтверждена практикой. Как и было предсказано её создателями, общество массового потребления породило сервисную экономику, а в её рамках наиболее быстрыми темпами стал развиваться информационный сектор хозяйства.

## Причины появления постиндустриальной экономики
Среди исследователей нет единой точки зрения на причины появления постиндустриального общества.
Разработчики постиндустриальной теории указывают следующие причины:
- Усовершенствование технологий, механизация и автоматизация производства позволяют уменьшить долю людей, непосредственно занятых в материальном производстве;
- Современная экономика достигла такого качества, когда большинство работников должны иметь относительно высокий образовательный уровень;
- Благосостояние значительной части населения поднялось настолько, что интеллектуальный рост и совершенствование творческих способностей заняли важное место в ценностной шкале общества;
- Люди, основные материальные потребности которых удовлетворены, занятые интеллектуальным трудом, предъявляют повышенный спрос на услуги;
- Повышение доли квалифицированного труда приводит к тому, что основным «средством производства» становится квалификация работников. Это меняет структуру общества, а собственность на материальные «средства производства» утрачивает своё былое значение[6][7].

Приверженцы марксизма причины видят в другом:
- Разделение труда приводит к постоянному вычленению из производственной сферы отдельных действий в самостоятельную услугу (см. аутсорсинг). Если раньше фабрикант сам придумывал и реализовывал рекламную кампанию и это было частью фабричного бизнеса, то сейчас рекламный бизнес является самостоятельным сектором экономики. Аналогичные процессы в своё время привели к разделению физического и умственного труда.
- В результате развития международного разделения труда происходит постепенная концентрация производств в регионах, наиболее выгодных для конкретной деятельности. Одним из катализаторов такого перераспределения является расширение корпоративного права собственности за национальные рамки. Борьба за повышение эффективности вынуждает транснациональные компании размещать производства в более выгодных регионах. Этому также способствует уменьшение удельных транспортных расходов. Сегодня производство территориально уже не столь привязано к источнику сырья или основному потребителю. При этом результаты производства, в том числе прибыль, принадлежат материнской компании и являются дополнительным источником потребления и развития сферы услуг в стране размещения её штаб-квартиры, в то время, как производственные подразделения находятся в другой стране.
- С развитием экономики и производительности труда изменяется структура потребления. После стабильного обеспечения товарами первой необходимости, начинается опережающий рост потребления услуг по сравнению с ростом потребления товаров. Это приводит к соответствующему изменению пропорции производства и занятости в структуре экономики.
- Производство большинства услуг привязано к тому месту, где услуга потребляется. Даже если цены на стрижку в Китае будут ниже в 100 раз, по сравнению с остальным миром, это вряд ли существенно повлияет на рынок парикмахерских услуг в США или Европе. Однако развитие средств связи и превращение информации в массовый товар позволило развить дистанционную торговлю некоторыми видами услуг.
- Часть услуг по своей природе трудно поддаются увеличению производительности труда. Один таксист не будет управлять двумя автомобилями сразу. При росте спроса либо такси превратится в автобус, либо увеличится число таксистов. В то же время для массового промышленного производства характерно постоянное увеличение объёмов выпускаемой продукции одним работником. Это приводит к дополнительному перекосу числа занятых в сторону сферы услуг.

## Экономика

### Деиндустриализация
Последние полвека во всех странах мира наблюдалось снижение удельного веса занятых и доли промышленности в ВВП. В среднем по миру за 1960—2007 гг. доля промышленности в ВВП сократилась с 40 % до 28 %, а доля занятых — до 21 %. Деиндустриализация в первую очередь затрагивает экономически развитые страны и старые отрасли, такие как металлургия, текстильная промышленность. Закрытие заводов приводит к увеличению безработицы и появлению региональных социально-экономических проблем. Но параллельно деиндустриализации происходит процесс реиндустриализации — развитие новых, высокотехнологичных производств, замещающих старые отрасли.
Новые индустриальные страны первой волны, обладавшие такими конкурентными преимуществами как дешёвая рабочая сила и более низкое налоговое бремя, привлекли на свою территорию новые отрасли промышленности. Это привело к глобальному переносу промышленного производства в Юго-Восточную Азию. Во многих странах этого региона и в других развивающихся странах транснациональные корпорации создают предприятия неполного цикла, производящие полуфабрикаты или осуществляющие сборку готовой продукции из импортных деталей.
Характерное для постиндустриальных стран снижение доли занятых в промышленности не свидетельствует об упадке развития промышленного производства. Напротив, промышленное производство, как и сельское хозяйство в постиндустриальных странах, развиты чрезвычайно сильно, в том числе за счёт высокой степени разделения труда, что обеспечивает высокую производительность. Дальнейшего наращивания занятости в данной сфере просто не требуется. Например, в США в сельском хозяйстве уже давно работает около 5 % занятого населения. При этом США являются одним из крупнейших мировых экспортёров зерновых. В то же время в отраслях транспортировки, переработки и хранения сельхозпродукции занято ещё свыше 15 % работников США. Разделение труда сделало этот труд «несельскохозяйственным» — этим занялись сфера услуг и промышленность, которые дополнительно увеличили свою долю в ВВП за счёт снижения доли сельского хозяйства. В то же время в СССР не было столь подробной специализации хозяйственных субъектов. Сельхозпредприятия занимались не только выращиванием, но и хранением, перевозкой, первичной переработкой урожая. Получалось, что в селе работало от 25 до 40 % работников. В то время, когда доля сельского населения составляла 40 %, СССР обеспечивал себя всем зерном (и другими продуктами сельского хозяйства, вроде мяса, молока, яиц и др.) сам, а когда доля сельскохозяйственного населения снизилась до 25 % (к концу 1960-х годов), возникли потребности в импорте продовольствия, и наконец, при снижении этой доли до 20 % (к концу 1970-х годов), СССР стал крупнейшим импортёром зерна.
В постиндустриальной экономике наибольший вклад в стоимость материальных благ, которые производятся именно внутри этой экономики, вносит конечная составляющая производства — торговля, реклама, маркетинг, то есть сфера услуг, а также информационная составляющая в виде патентов, НИОКР и т. д.
Кроме того, всё бо́льшую роль играет производство информации. Этот сектор экономически эффективнее материального производства, так как достаточно изготовить первоначальный образец, а затраты на копирование несущественны. Но он не может существовать без:
1. Развитой юридической защиты прав интеллектуальной собственности. Не случайно именно постиндустриальные страны в наибольшей степени отстаивают эти вопросы.
2. Права на информацию, которые подлежат юридической защите, должны носить монопольный характер. Это является не только необходимым условием для превращения информации в товар, но и позволяет извлекать монопольную прибыль, увеличивая рентабельность постиндустриальной экономики.
3. Наличия огромного количества потребителей информации, которым выгодно её продуктивно использовать и которые готовы предложить за неё «неинформационные» товары.

### Особенности инвестиционного процесса
Индустриальная экономика основывалась на аккумулировании инвестиций (в виде сбережений населения либо через деятельность государства) и последующем их вложении в производственные мощности. В постиндустриальной экономике концентрация капитала через денежные сбережения резко падает (например, в США объём сбережений меньше объёма долгов населения). Как считают марксисты, основным источником капитала становятся права собственности на нематериальные активы, выраженные в виде лицензий, патентов, корпоративных или долговых ценных бумагах, в том числе зарубежные. Согласно современным представлениям части учёных западной экономической науки, основным источником финансовых ресурсов становится рыночная капитализация компании, формирующаяся на основе оценки инвесторами эффективности организации бизнеса, интеллектуальной собственности, способности к успешным инновациям и прочих нематериальных активов, в частности, лояльности потребителей, квалификации сотрудников и т. д.
Основной производственный ресурс — квалификацию людей — невозможно увеличить через рост инвестиций в производство. Этого можно добиться только через увеличение инвестиций в человека и усиление потребления — в том числе потребления образовательных услуг, вложений в здоровье человека и т. д. Кроме того, рост потребления позволяет удовлетворить насущные потребности человека, в результате чего у людей появляется время на личностный рост, развитие творческих способностей и т. п., то есть те качества, которые наиболее важны для постиндустриальной экономики.
На сегодня при реализации больших проектов обязательно предусматриваются значительные средства не только на строительство и оборудование, но и на обучение персонала, его постоянную переподготовку, тренинги, предоставление комплекса социальных услуг (медицинское и пенсионное страхование, организация отдыха, образование для членов семьи).
Одной из особенностей инвестиционного процесса в постиндустриальных странах стало владение их компаниями и гражданами значительными зарубежными активами. В соответствии с современной марксистской трактовкой, если сумма такой собственности больше, чем сумма собственности иностранцев в данной стране, это позволяет через перераспределение прибыли, созданной в других регионах, увеличивать потребление в отдельных странах даже больше, чем растёт их внутреннее производство. Согласно другим направлениям экономической мысли, потребление растёт наиболее быстрыми темпами в тех странах, куда активно направляются иностранные инвестиции, а в постиндустриальном секторе прибыль формируется преимущественно в результате интеллектуальной и управленческой деятельности.
В постиндустриальном обществе получает развитие новый тип инвестиционного бизнеса — венчурный. Его суть заключается в том, что одновременно финансируется множество разработок и перспективных проектов, причём сверхприбыльность небольшого количества удачных проектов покрывает убытки остальных.

### Превосходство знаний над капиталом
На первых этапах индустриального общества, имея капитал, практически всегда можно было организовать массовое производство какого-либо товара и занять соответствующую нишу на рынке. С развитием конкуренции, особенно международной, размер капитала не гарантирует защиту от провала и банкротства. Для успеха обязательно нужна инновация. Капитал не может автоматически обеспечить появление ноу-хау, необходимых для экономического успеха. И наоборот, в постиндустриальных секторах экономики наличие ноу-хау позволяет легко привлечь необходимый капитал даже без наличия собственного.
Например, нынешняя IT-индустрия развилась из мелких фирм, не имеющих существенных финансовых ресурсов, но быстро привлёкших их со стороны. Причём даже мощная корпорация IBM не смогла удержать лидерство, несмотря на сильную финансовую базу.
Стоимость корпораций в постиндустриальном обществе обусловлена, главным образом, нематериальными активами — ноу-хау, квалификацией работников, эффективностью бизнес-структуры и т. д. Например, капитализация фирмы Microsoft соответствует капитализации крупнейших добывающих компаний, хотя Microsoft имеет на порядки меньше материальных активов.

### Усиление роли малого и среднего бизнеса
Снижается значение массового производства, которое перемещается в другие страны. Усиливается роль малого бизнеса, производится всё больше мелкосерийных товаров со множеством модификаций и вариантов услуг с целью удовлетворить потребности разных групп потребителей. В результате небольшие гибкие предприятия становятся конкурентоспособны не только на локальных рынках, но и в глобальном масштабе. По мнению ряда экономистов, «концепция национальных лидеров умерла вместе с General Motors — в неё никто не верит; сердце экономики — небольшие мобильные компании».

## Технологические изменения
Технологический прогресс в индустриальном обществе достигался в основном благодаря работе изобретателей-практиков, часто не имевших научной подготовки (например, Т. Эдисон). В постиндустриальном обществе резко возрастает прикладная роль научных исследований, в том числе фундаментальных. Основным двигателем технологических изменений стало внедрение в производство научных достижений.
В постиндустриальном обществе наибольшее развитие получают наукоёмкие, ресурсосберегающие и информационные технологии («высокие технологии»). Это, в частности, микроэлектроника, программное обеспечение, телекоммуникации, робототехника, производство материалов с заранее заданными свойствами, биотехнологии и др. Информатизация пронизывает все сферы жизни общества: не только производство благ и услуг, но и домашнее хозяйство, а также культуру и искусство.
К особенностям современного научно-технического прогресса теоретики постиндустриального общества относят замену механических взаимодействий электронными технологиями; миниатюризацию, проникающую во все сферы производства; изменение биологических организмов на генном уровне.
Главный тренд изменения технологических процессов — возрастание автоматизации, постепенная замена неквалифицированного труда работой машин и компьютеров.

## Социальная структура
Важная черта постиндустриального общества — усиление роли и значения человеческого фактора. Меняется структура трудовых ресурсов: уменьшается доля физического и растёт доля умственного высококвалифицированного и творческого труда. Увеличиваются затраты на подготовку рабочей силы: расходы на обучение и образование, повышение квалификации и переквалификации работников.
По данным ведущего российского специалиста по постиндустриальному обществу В. Л. Иноземцева, в «экономике знаний» в США занято около 70 % всей рабочей силы.

### «Класс профессионалов»
Ряд исследователей характеризуют постиндустриальное общество как «общество профессионалов», где основным классом является «класс интеллектуалов», а власть принадлежит меритократии — интеллектуальной элите. Как писал основоположник постиндустриализма Д. Белл, «постиндустриальное общество… предполагает возникновение интеллектуального класса, представители которого на политическом уровне выступают в качестве консультантов, экспертов или технократов». При этом уже сейчас отчётливо проявляются тенденции «имущественного расслоения по признаку образования».
По мнению известного экономиста П. Друкера, «„работники знания“ не станут большинством в „обществе знания“, но … они уже стали его лидирующим классом».
Для обозначения этого нового интеллектуального класса Э. Тоффлер вводит термин «когнитариат», впервые в книге «Метаморфозы власти» (1990).

… Чисто физический труд находится в нижней части спектра и постепенно исчезает. С малым количеством занятых физическим трудом в экономике «пролетариат» сейчас находится в меньшинстве и больше заменяется «когнитариатом». По мере становления суперсимволической экономики пролетарий становится когнитаристом.— Метаморфозы власти: знание, богатство и сила на пороге XX века

### Изменение статуса наёмного труда
В постиндустриальном обществе основным «средством производства» является квалификация сотрудников. В этом смысле средства производства принадлежат самому работнику, поэтому ценность сотрудников для компании резко возрастает. В результате отношения между компанией и интеллектуальными работниками становятся более партнёрскими, резко снижается зависимость от работодателя. При этом корпорации переходят от централизованной иерархической к иерархическо-сетевой структуре с повышением самостоятельности сотрудников.
Постепенно в компаниях не только рабочие, но и все управленческие функции, вплоть до самого высшего руководства, начинают выполнять нанятые сотрудники, которые зачастую не являются собственниками компаний.

### Усиление значения творческого и снижение роли неквалифицированного труда
По мнению некоторых исследователей (в частности, В. Иноземцева), постиндустриальное общество переходит в постэкономическую фазу, поскольку в перспективе в нём преодолевается господство экономики (производство материальных благ) над людьми и основной формой жизнедеятельности становится развитие человеческих способностей. Уже сейчас в развитых странах материальная мотивация частично уступает место самовыражению в деятельности.
С другой стороны, постиндустриальная экономика испытывает всё меньше потребности в неквалифицированном труде, что создаёт трудности для населения с низким образовательным уровнем. Впервые в истории возникает ситуация, когда рост населения (в его неквалифицированной части) снижает, а не увеличивает экономическую мощь страны.

## Историческая периодизация
Согласно концепции постиндустриального общества, история цивилизации делится на три большие эпохи: доиндустриальную, индустриальную и постиндустриальную. При переходе от одной стадии к другой новый тип общества не вытесняет предшествующие формы, но делает их второстепенными.
Доиндустриальный способ организации общества основан на
- трудоёмких технологиях,
- использовании мускульной силы человека,
- навыках, не требующих длительного обучения,
- эксплуатации природных ресурсов (в частности, сельскохозяйственных земель).

Индустриальный способ основан на
- машинном производстве,
- капиталоёмких технологиях,
- использовании внемускульных источников энергии,
- требующей длительного обучения квалификации.

Постиндустриальный способ основан на
- наукоёмких технологиях,
- информации и знаниях как основном производственном ресурсе,
- творческом аспекте деятельности человека, непрерывном самосовершенствовании и повышении квалификации в течение всей жизни.

Основой могущества в доиндустриальную эпоху были земля и количество зависимых людей, в индустриальную — капитал и источники энергии, в постиндустриальную — знания, технологии и квалификация людей.
Слабостью постиндустриальной теории называют то, что она рассматривает переход от одной стадии к другой как объективный (и даже неизбежный) процесс, но мало анализирует необходимые для этого общественные условия, сопутствующие противоречия, культурные факторы и т. д.
Постиндустриальная теория оперирует, в основном, терминами, характерными для социологии и экономики. Соответствующий «культурологический аналог» получил название концепции постмодерна (в соответствии с которым историческое развитие идёт от традиционного общества к современному и далее — к постмодерному).

## Место постиндустриальных обществ в мире
Развитие постиндустриального общества в наиболее развитых странах мира привело к тому, что доля обрабатывающей промышленности в ВВП этих стран в настоящее время значительно ниже, чем у ряда развивающихся стран. Так, эта доля в ВВП США составляла в 2007 году 13,4 %, в ВВП Франции — 12,5 %, в ВВП Великобритании — 12,4 %, тогда как в ВВП Китая — 32,9 %, в ВВП Таиланда — 35,6 %, в ВВП Индонезии — 27,8 %.
Перемещая товарное производство в другие страны, постиндустриальные государства (в большинстве своём — бывшие метрополии) вынуждены мириться с неизбежным ростом необходимой квалификации и некоторого благосостояния рабочей силы в своих бывших колониях и подконтрольных территориях. Если в индустриальную эпоху, с начала XIX века и вплоть до 80-х годов XX столетия, разрыв в ВВП на душу населения между отсталыми и развитыми странами всё больше увеличивался, то постиндустриальная фаза развития экономики замедлила эту тенденцию, что является следствием глобализации экономики и роста образованности населения развивающихся стран. С этим связаны демографические и социокультурные процессы, в результате которых к 90-м годам XX века большинство стран «третьего мира» добилось определённого роста грамотности, что стимулировало потребление и вызвало замедление прироста населения. В результате этих процессов в последние годы в большинстве развивающихся стран наблюдаются темпы роста ВВП на душу населения значительно более высокие, чем в большинстве экономически развитых стран, но учитывая крайне низкое стартовое положение развивающихся экономик, их разрыв в уровне потребления с постиндустриальными странами не может быть преодолён в обозримом будущем.
Следует учитывать, что международные товарные поставки зачастую идут в рамках одной транснациональной корпорации, которая контролирует предприятия в развивающихся странах. Экономисты марксистской школы считают, что основная часть прибыли распределяется непропорционально совокупно вложенному труду, через ту страну, где находится правление корпорации, в том числе с помощью искусственно гипертрофированной доли на основе прав собственности на лицензии и технологии — за счёт и в ущерб непосредственным производителям товаров и услуг (в частности, и программного обеспечения, всё большее количество которого разрабатывается в странах с низкими социальными и потребительскими стандартами). По мнению других экономистов, основная часть добавленной стоимости на самом деле создаётся именно в той стране, где находится головной офис, так как там ведутся разработки, создаются новые технологии и формируются связи с потребителями. Отдельного рассмотрения требует практика последних десятилетий, когда и штаб-квартиры и финансовые активы большинства наиболее могущественных ТНК располагаются на территориях со льготным налогообложением, но где нет ни производственных, ни маркетинговых, ни, тем более, исследовательских подразделений этих компаний.
В результате относительного снижения доли материального производства экономика постиндустриальных стран стала меньше зависеть от поставок сырья. Например, беспрецедентный рост цен на нефть в 2004—2007 годах не вызвал кризиса, подобного нефтяным кризисам в 1970-х годах. Аналогичный рост цен на сырьё в 70-х годах XX столетия вынудил тогда сократить уровень производства и потребления прежде всего в передовых странах.
Глобализация мировой экономики позволила постиндустриальным странам переложить издержки очередного мирового кризиса на развивающиеся страны — поставщиков сырья и рабочей силы: по мнению В. Иноземцева, «постиндустриальный мир входит в XXI век вполне автономным социальным образованием, контролирующим мировое производство технологий и сложных высокотехнологичных товаров, вполне обеспечивающим себя промышленной и сельскохозяйственной продукцией, относительно независимым от поставок энергоносителей и сырья, а также самодостаточным с точки зрения торговли и инвестиций».
По мнению других исследователей, наблюдавшийся до недавнего времени успех экономик постиндустриальных стран — это кратковременный эффект, достигнутый в основном за счёт неэквивалентного обмена и неравноправных отношений между немногими развитыми странами и обширными регионами планеты, обеспечивавшими их дешёвой рабочей силой и сырьём, а форсированное стимулирование информационных отраслей и финансовой сферы экономики (непропорциональное материальному производству) было одной из основных причин наступившего мирового экономического кризиса 2008 г.

## Критика теории постиндустриального общества

### Сокращение высокооплачиваемых рабочих мест, снижение уровня оплаты труда
Быстрое сокращение рабочих мест в промышленности в результате роботизации, научно-технической революции и деиндустриализации развитых стран послужило поводом для появления западных социологических теорий о «конце пролетариата» и даже «конце работы». Так, американский социолог Джереми Рифкин в середине 1990-х заявлял, что мир находится «на пути к экономике без работы». Немецкий социолог Оскар Негт писал в 1996 г., что Карл Маркс «переоценил способность рабочего класса покончить с капитализмом раньше, чем тот примет варварские формы». Проигранные забастовки рабочих Великобритании, США, других развитых стран завершались массовыми увольнениями, после которых прежняя численность рабочих в сокращаемых секторах промышленности больше не восстанавливалась. Вследствие деиндустриализации в США происходили упадок и банкротство промышленных городов, например банкротство Детройта.
Однако промышленные рабочие места на самом деле не сокращались, а лишь перемещались в развивающиеся страны с более дешёвой рабочей силой. К концу 1990-х это привело к быстрому росту промышленности в новых индустриальных странах Азии (Китай, Индия, Индонезия), а также в некоторых государствах Латинской Америки. Резкий рост автоматизации привёл к сокращению потребности в рабочих на единицу серийно выпускаемой продукции — примерно в 100 раз за 40 лет. От операторов уже не требуется высокая квалификация и внимание, требования к ним снижаются, потребность в квалифицированной рабочей силе — уменьшается. А так как много платить неквалифицированному оператору не имеет смысла — то производства выводятся из развитых стран в Мексику и Юго-Восточную Азию.
В развитых странах вырос сектор сферы услуг и торговли, но так как труд в этом секторе в среднем хуже оплачиваемый, ненормированный и менее квалифицированный, чем в промышленности, то он не смог равноценно заменить собой сокращение высокооплачиваемых промышленных рабочих мест.
Известный российский социолог и политолог Борис Кагарлицкий считает, что в 90-е годы XX века, несмотря на технологические прорывы, мир не приблизился к «постиндустриальному обществу», появление которого предсказывали западные социологи, а напротив — показал абстрактность этой теории:
Современные методы организации производства — «бережливое производство», аудит и оптимизация бизнес-процессов, аутсорсинг — ориентированы не на то, чтобы вытеснить традиционного работника, а на то, чтобы лучше контролировать его и заставить работать более интенсивно… Всё это говорит не об исчезновении рабочего класса, а скорее о реструктурировании системы наёмного труда и одновременном усилении его эксплуатации.
С конца 1990-х годов все больше рабочих мест сокращается и для «белых воротничков» — менеджеров, администраторов. Автоматизация банков и предприятий сферы услуг, интернет-банкинг, интернет-магазины привели к тому, что требуется всё меньше клерков и больше техников и операторов, выполняющих почти те же функции, что и рабочие в промышленности. В то время как в промышленности сокращались рабочие места за счёт автоматизации, роботизации и внедрения новых технологий, в XXI веке началось активное внедрение автоматизации в сфере услуг и торговли. Соотношение между промышленностью и сферой услуг в XXI веке в очередной раз меняется, на этот раз — в пользу промышленности, считает Б. Кагарлицкий.
Технологические прорывы всегда были необходимы бизнесу как средство снижения издержек производства, в том числе и для увеличения давления на наёмных работников. Резкое повышение технологического уровня производства почти всегда приводило к сокращениям персонала, обесцениванию рабочей силы и росту безработицы. Но на определённом этапе даже очень совершенные машины начинают проигрывать конкуренцию с очень дешёвым работником. То есть, снова, в соответствии с марксистской теорией, рост резервной армии безработных создаёт дополнительное давление на работников, понижая стоимость рабочей силы и приводя к снижению уровня оплаты труда.
Начальник аналитического отдела казначейства Сбербанка Николай Кащеев заявлял: «Американский средний класс создавался, прежде всего, материальным производством. Сфера услуг приносит американцам меньше дохода, чем материальное производство, по крайней мере, приносило, естественно, за исключением финансовой сферы. Расслоение вызвано так называемым мифическим постиндустриальным обществом, его торжеством, когда наверху оказывается небольшая группа людей с особыми талантами и способностями, дорогостоящим образованием, в то время как средний класс совершенно вымывается, потому что огромная масса людей уходит из материального производства в сферу услуг и получает меньшие деньги». Он заключил: «И всё-таки американцы отдают себе отчет, что они должны снова индустриализовываться. Эти крамольные слова после этого многолетнего мифа о постиндустриальном обществе начинают произноситься в открытую экономистами, пока ещё в основном независимыми. Они говорят о том, что должны быть производительные активы, в которые можно инвестировать. Но пока ничего подобного на горизонте не видно».

### Отдельные отрицательные аспекты
Критики теории постиндустриального общества указывают на тот факт, что не оправдались ожидания создателей данной концепции. Например, Д. Белл, заявлявший о том, что «основной класс в нарождающемся социуме — это прежде всего класс профессионалов, владеющий знаниями» и что центр общества должен сместиться от корпораций в сторону университетов, исследовательских центров и т. п. В реальности же корпорации, вопреки ожиданиям Белла, так и остались центром западной экономики и лишь упрочили свою власть над научными учреждениями, среди которых должны были раствориться.
Обращается внимание на то, что корпорациям приносит прибыль зачастую не информация как таковая, а образ предлагаемого на рынок продукта. Растёт доля занятых в маркетинге и рекламном бизнесе, растёт доля затрат на рекламу в бюджете товаропроизводителей. Японский исследователь Кенъити Омаэ охарактеризовал этот процесс как «главный парадигмальный сдвиг последнего десятилетия». Наблюдая, как в Японии сельскохозяйственные продукты известных брендов продаются по ценам, в несколько раз превышающим цены на того же рода и качества продукты no-name, то есть «без бренда» (от малоизвестных производителей), он пришел к выводу, что добавленная стоимость — результат чётко направленных усилий по созданию бренда. Возможной становится искусная симуляция технологического прогресса, когда модификации, не затрагивающие функциональных свойств вещи и не требующие реальных трудовых затрат, в виртуальной реальности рекламных образов выглядят, как «переворот», «новое слово». Подобный подход изложен в книге Наоми Кляйн «No Logo».